# Арена Лас-Вентас
Лас-Вентас — арена для корриды в Мадриде. Построенная в 1929 году в стиле неомудехар, она заменила старую арену, находившуюся в центре города рядом с воротами Алькала. Арки в форме конской подковы вокруг наружных галерей и украшения в виде изразцов делает арену Лас-Вентас красивейшим местом для корриды. Бои на ней проводятся с мая по октябрь. Две статуи возле арены — памятники матадорам Антонио Бьенвенида и Хосе Куберо.

## История

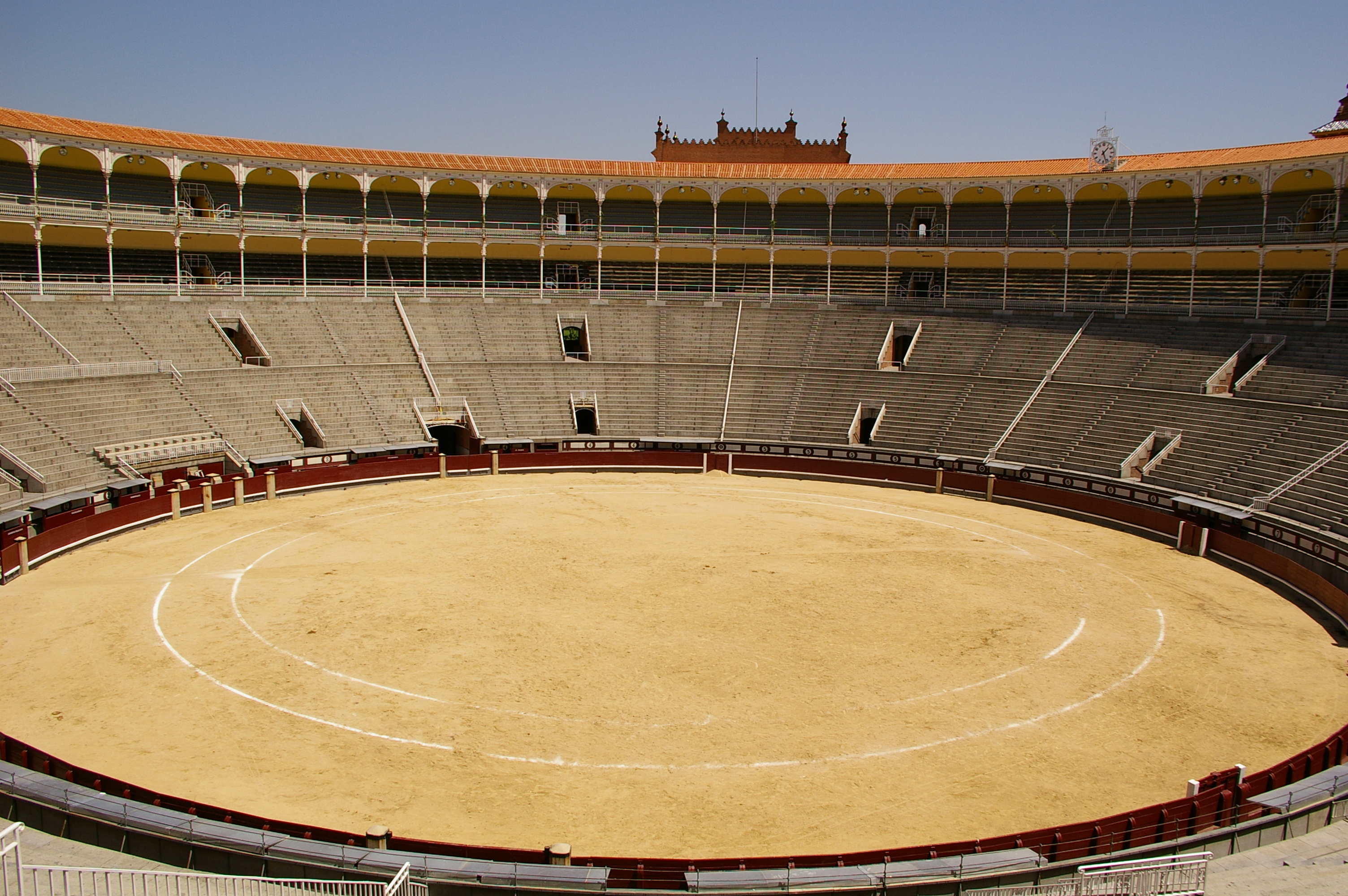
Вид Арены Лас-Вентас. Её диаметр около 65 метров

В 1913—1920 годах интерес испанцев к корриде настолько вырос, что старая арена Мадрида на нынешней улице Калле-де-Алькала не могла вместить всех желающих. Знаменитый матадор Хоселито заявил тогда, что в Мадриде должна быть построена «монументальная» арена, которая откроет для всего Мадрида эту часть Испании и её культуры. Его друг архитектор Хосе Эспелиус начал работать над этим проектом. 19 марта 1922 года был заложен первый камень в основании арены. Строительство обошлось в 22 миллиона песет, что превысило начальный бюджет на 4,5 миллиона. В 1929 году арена была возведена, и через 2 года, 17 июня 1931 года, при полных трибунах состоялся первый благотворительный бой. Проведение боёв было прервано на время Гражданской войны и возобновились в мае 1939 года.

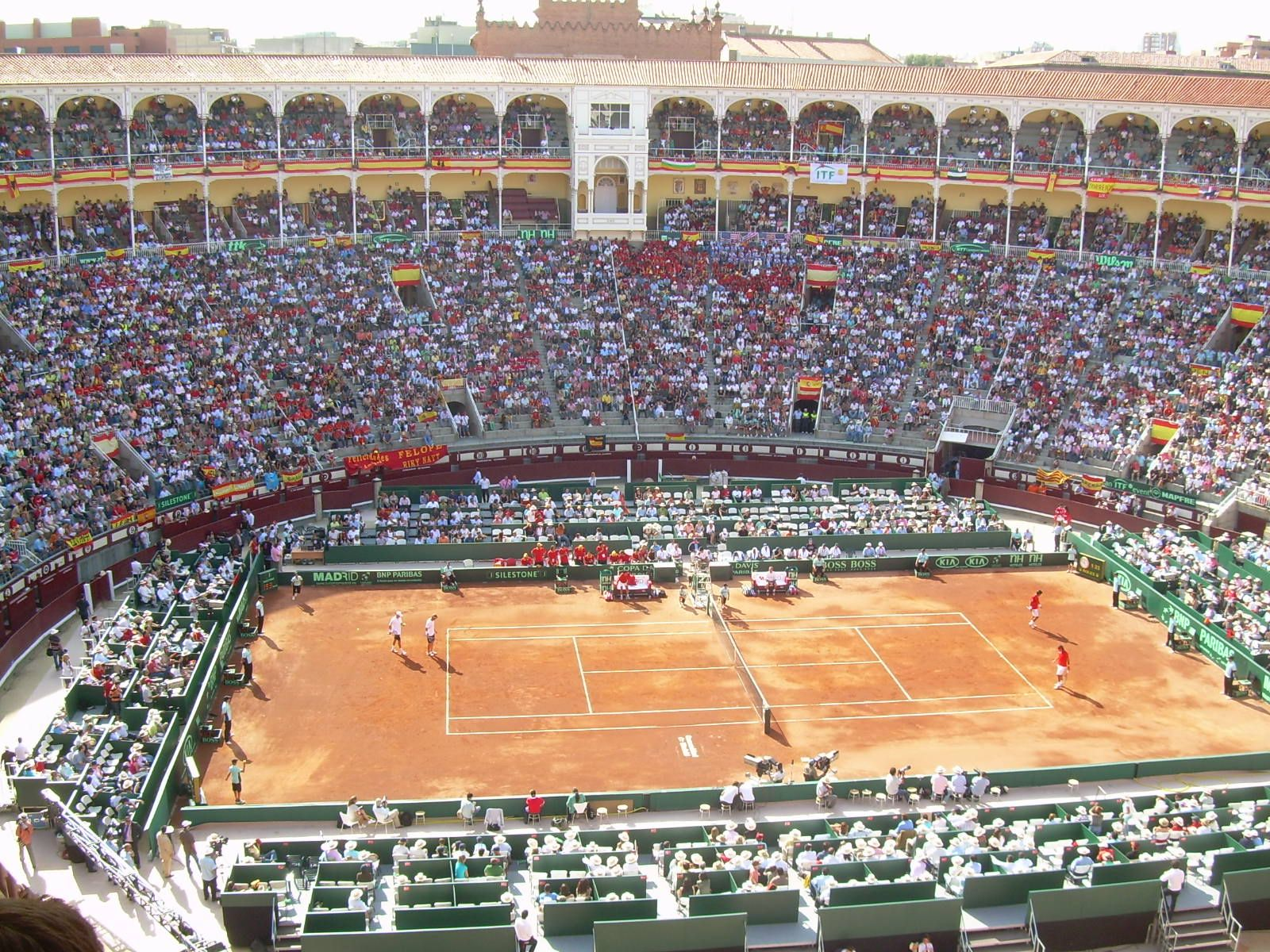
Полуфинал Кубка Дэвиса между Испанией и США на Лас-Вентас. Сентябрь 2008

С 1951 года в помещении арены появился свой Музей корриды. В его коллекции входят портреты и скульптурные изображения известных матадоров, головы убитых быков, костюм и снаряжение матадора. Ключевым экспонатом является пропитанный кровью парадный костюм матадора — traje de luces, — в который был одет Манолете во время его боя с быком в Линаресе в 1947 году. Хранится также и костюм Хуаниты Крус, женщины-матадора, покинувшей Испанию в 1930-х годах. В сентябре и октябре здесь проходят массовые концерты.

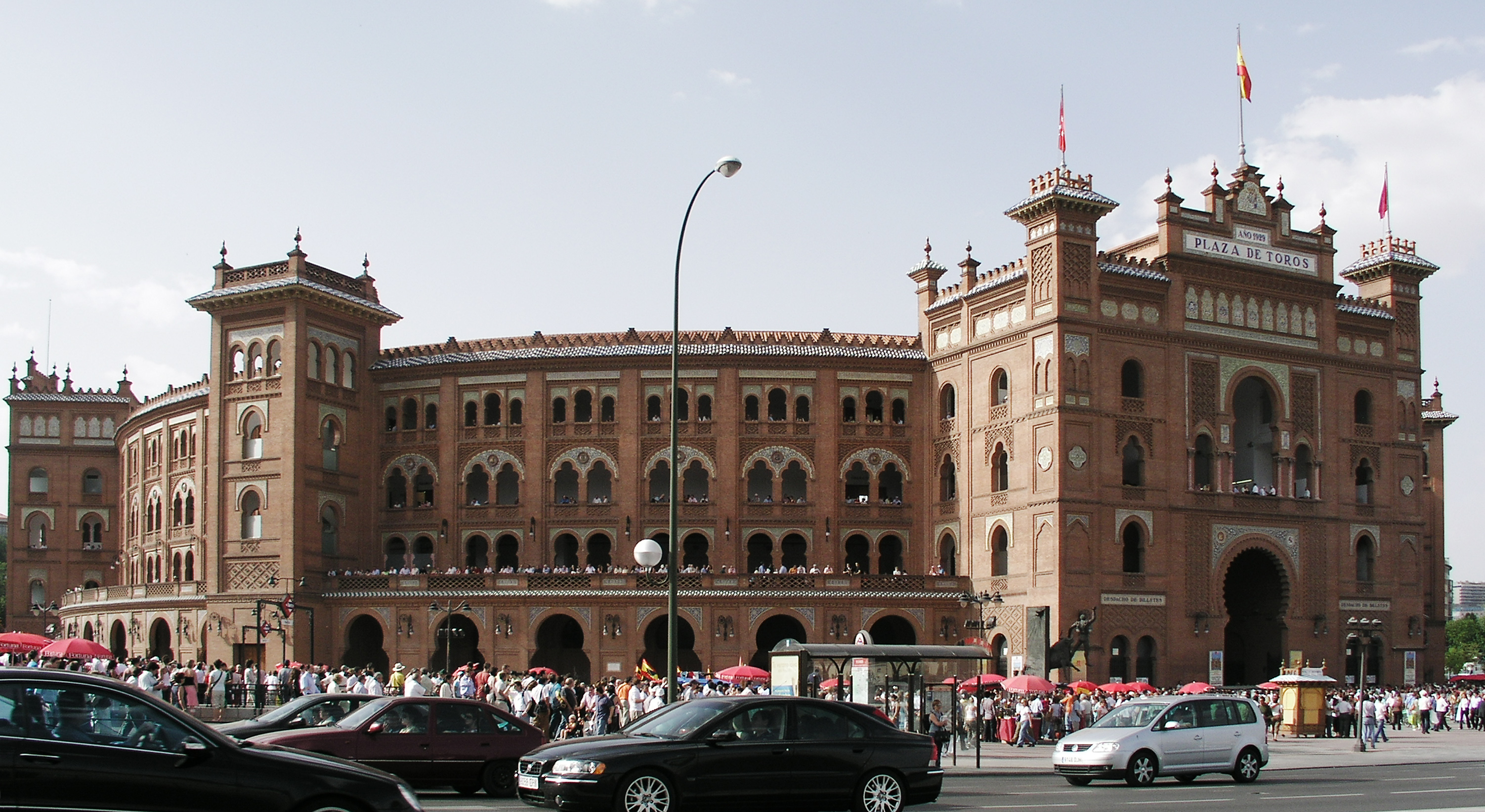
Вид на арену со стороны Калле-де-Алькала

В сквере перед ареной располагается скульптурная композиция, изображающая смерть Хосе Куберо, Йийо, — единственного выпускника мадридской школы, погибшего здесь в 1985 году.
Существует пасодобль Plaza de las Ventas композитора Мануэля Лильо, посвященный арене в Мадриде.